# 圣朱利安拉韦特尔
圣于连拉韦特尔（法語：Saint-Julien-la-Vêtre，法語發音：[sɛ̃ ʒyljɛ̃ la vɛtʁ]）是法国卢瓦尔省的一个旧市镇，位于该省西部，属于蒙布里松区。2019年，圣于连拉韦特尔与市镇圣蒂兰合并为新市镇昂宗河畔韦特尔，圣于连拉韦特尔为新市镇行政中心。

## 地理
圣于连拉韦特尔（45°48'52"N, 3°49'29"E）面积12.9 平方千米，位于法国奥弗涅-罗讷-阿尔卑斯大区卢瓦尔省，该省份为法国中南部省份，北起顺时针与索恩-卢瓦尔省、罗讷省、伊泽尔省、阿尔代什省、上盧瓦爾省、多姆山省和阿列省接壤。
与圣于连拉韦特尔接壤的市镇（或旧市镇、城区）包括：莱萨勒、尚波利、努瓦雷塔布勒、圣迪迪耶-叙罗什福尔、圣普列斯特-拉韦特尔、圣蒂兰。
圣于连拉韦特尔的时区为UTC+01:00、UTC+02:00（夏令时）。

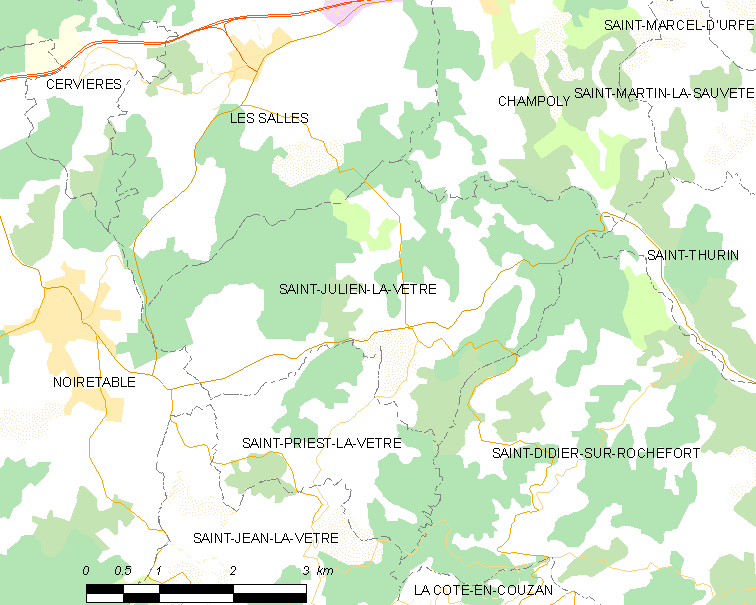
圣于连拉韦特尔的OSM定位图

## 行政
圣于连拉韦特尔的邮政编码为42440，INSEE市镇编码为42245。

## 政治
圣于连拉韦特尔所属的省级选区为利尼翁河畔博安县。

## 交通
卢瓦尔省省道D38线、D73线和D1089线在经过交汇。

## 人口

1962-2008年间圣于连拉韦特尔人口变化图示

圣于连拉韦特尔于2018年1月1日时的人口数量为358人。